# Savannah Gold
Savanah Gold, nome artístico de Natalie Heck (Yorkshire, 29 de outubro de 1984 – 11 de dezembro de 2011), foi uma atriz pornográfica britânica.

## Biografia
Iniciou sua carreira de atriz pornô aos 19 anos e logo em seguida, consolidou sua carreira nos Estados Unidos e em sua terra natal, o Reino Unido.
Em 2006, ganhou o prêmio de "melhor atriz" no UK Adult Film. Gerou muita polêmica por realizar uma cena aonde bebe a urina do parceiro.

### Vida pessoal
Em julho de 2010, um ladrão tentou matá-la em sua residência em Londres. O agressor tentou sufocá-la, e em seguida cortou seu pescoço. Ela foi encontrada nua e sangrando muito e foi imediatamente hospitalizada.

### Morte
Faleceu em 17 de outubro de 2011, devido a um aneurisma cerebral causado pelo álcool.

## Prêmios e indicações
- 2006: UK Adult Film Awards – vencedora do prêmio de melhor atriz
- 2009: AVN Award – indicada na categoria de melhor cena de sexo grupal[4]

## Filmografia (parcial)
| Título do filme           | Produtora           | Ano  |
| L. A.(Los Angeles)Tits    | Sin City Video      | 2007 |
| Meet The Twins # 9        | Overboard video     | 2007 |
| Pornstars Like it Big # 4 | Brazzers            | 2008 |
| Monster Tits # 6          | Exquisite Pleasures | 2010 |